# انیشینابه
انیشینابه (انگلیسی: Anishinaabe) گروهی از مردمان بومی مرتبط فرهنگی هستند) که در منطقه دریاچه‌های بزرگ کانادا و ایالات متحده حضور دارند.